# Platyrrhinus masu
Platyrrhinus masu är en fladdermus i familjen bladnäsor som först beskrevs av Velazco 2005. Innan antogs att populationen ingår i Platyrrhinus dorsalis. Artepitet i det vetenskapliga namnet kommer från språket quechua och betyder fladdermus.
Arten är med en absolut längd (inklusive svans) av 70 till 82 mm, en underarmlängd av 45 till 51 mm och en vikt av 23 till 33 g medelstor inom släktet Platyrrhinus. Den har två ljusa strimmor i ansiktet från näsan till hjässan men strimmorna kan vara otydlig. Tydligare är en vit linje på ryggens mitt. Annars är pälsen på ryggen mörkbrun och på framsidan grå. Fladdermusen har liksom andra bladnäsor en smal bladformig hudflik på näsan. Kännetecknande för arten är att den bara har tre morrhår på varje sida av hakan, istället för fyra. Dessutom är några detaljer i tändernas konstruktion avvikande. Hos några individer har näsans hudflik kontakt med överläppen.
Denna fladdermus förekommer vid Andernas östra sluttningar i Peru och Bolivia. Den vistas i regioner som ligger 650 till 3350 meter över havet. Arten lever i skogar och vilar under stora palmblad. Allmänt antas att den har samma levnadssätt som andra fladdermöss av samma släkte.
I utbredningsområdet pågår skogsavverkningar för att etablera jordbruksmark och samhällen. IUCN listar Platyrrhinus masu än så länge som livskraftig (LC) men befarar att den snart kommer listas som nära hotad.